# Kundrjutschja
Die Kundrjutschja (russisch Кундрю́чья, Кундрю́чка, ukrainisch Кундрю́ча/Kundrjutscha) ist ein rechter Nebenfluss des Siwerskyj Donez in der Ukraine und in der russischen Oblast Rostow.
Die Kundrjutschja entspringt auf dem Donezrücken in der ukrainischen Oblast Luhansk. Sie fließt in östlicher Richtung in die russische Oblast Rostow und schneidet dabei ein tiefes Tal in die Bergregion. Der Fluss wird hauptsächlich von der Schneeschmelze gespeist. Zwischen Ende November und Mitte März ist der Fluss von einer Eisschicht bedeckt. Der Fluss hat eine Länge von 244 km und entwässert ein Areal von 2320 km². Die Stadt Krasny Sulin liegt am Flusslauf.